# Cynedesmus simplex
Cynedesmus simplex är en mångfotingart som beskrevs av Loomis 1934. Cynedesmus simplex ingår i släktet Cynedesmus och familjen fingerdubbelfotingar. Inga underarter finns listade i Catalogue of Life.